# 伍瓊
伍 瓊（ご けい、? - 190年）は、中国後漢末期の人物。字は徳瑜。豫州汝南郡の出身。『後漢書』「献帝紀」・「鄭太(鄭泰)伝」・「董卓伝」・「袁紹伝」、『三国志』「董卓伝」・「袁紹伝」・「荀攸伝」などに記述がある。

## 概要
董卓が洛陽に入った頃に侍中や城門校尉を務めていた。
189年、袁紹が官を棄てて出奔したとき、鄭泰・周毖・何顒と共に董卓を宥め、袁紹を勃海太守に任命させた。実は周毖と伍瓊はひそかに袁紹と内通していたという。
董卓から周毖・何顒・鄭泰・許靖と共に人事を委ねられ、荀爽・韓馥・劉岱・孔伷・張咨・張邈といった人物を、次々と官位に就けさせた。
190年、袁紹や張邈達が関東で挙兵し、董卓打倒の態度を鮮明にすると、董卓は長安への遷都を考えるようになった。伍瓊は周毖・黄琬・楊彪と共に長安遷都に反対した。董卓は、周毖と伍瓊がかつて推挙した人材の多くが反旗を翻していることを責めたて、二人を斬首した。
なお、伍瓊と周珌が処刑されたのは2月の庚辰の日であり、董卓が長安に遷都したのはその7日後の丁亥の日である。ただし、長安遷都後に越騎校尉を務める伍瓊が荀攸・鄭泰・何顒・种輯らとともに董卓暗殺を企てたという記述もある。

## 伍孚
『三国志』董卓伝の裴注において、謝承の『後漢書』に記載のある伍孚という人物が伍瓊と同一人物である可能性があると言及されている。謝承の『後漢書』の記述は以下の通り。
伍孚（ご ふ）、字は徳瑜は若いころから節義があり、郡の門下書佐となった。ある時、伍孚の故郷の本邑長に罪があったため、太守は伍孚に部下の督郵を派遣して本邑長を捕らえさせようとしたが、伍孚はそれを拒み、「君君たらずとも臣臣たらざるべからずと言います。明府はなぜ自分に故郷の本邑長を捕らえさせるのでしょうか？どうか他の者に命じてください」と伏して願ったため、太守は素晴らしいことだと感じその言葉を聞き入れた。後に、大将軍何進によって東曹属となり、次第に侍中、河南尹、越騎校尉と昇進した。董卓が乱を起こすと百官は震え慄いたが、伍孚は小鎧を身につけると朝服の裏に佩刀を挟んで董卓に面会し、隙を見て刺し殺そうとした。面会が終わって董卓が伍孚を小門まで見送りに来たときに、伍孚は刀を取り出し董卓を刺した。しかし董卓は力が強く、後ろに退って避けたため当たらず、即座に伍孚は捕らえられた。董卓は「卿は謀反するつもりか？」と問うと、伍孚は「汝は吾が君に非ず、吾は汝の臣に非ず、どうして謀反になろうか？汝が国を乱し主君を簒奪した罪は大である。今こそ吾が死ぬべき日だ、故に姦賊を誅しに来た。汝を市場において車裂きにして天下に罪を詫びさせることができなかったことが残念だ」と大声で答えた。こうして伍孚は殺害された。
裴松之は、伍瓊と伍孚の字と本郡が同一であるため伍孚は伍瓊の別名である可能性があると指摘しつつも、死に至るまでの経緯が伍瓊と伍孚では異なるため同一人物だとは断定できないとしている。

## 三国志演義
小説『三国志演義』には伍瓊・伍孚どちらも登場している。
伍瓊は第四回において校尉として登場、侍中の周毖とともに袁紹を渤海太守に任じて懐柔することを提言し董卓を宥めた。その後、第六回において城門校尉として登場、長安遷都を行おうとする董卓を周毖とともに諌めたところ、二人が用いるよう提言した袁紹が今叛いていることを責められ斬首された。
伍孚は第四回において越騎校尉として登場、董卓の暴虐を見かね、朝服の内に小鎧を着込んで短刀を忍ばせ、董卓を暗殺しようとする。入朝する董卓を閣の下で襲撃したが、董卓の力で腕を取られたところを呂布に捕らえられた。董卓が「誰に唆されて謀反を起こした？」と尋ねると、「汝は吾が君に非ず、吾は汝の臣に非ず、どうして謀反になろうか？汝の罪は天に満ち、人々は誅殺されることを願っている。汝を車裂きにして天下に罪を詫びさせることができなかったことが残念だ」と答えた。その後、剖剮に処せられたが、最期まで董卓を罵倒し続けた。